# Assassin's Creed II
Assassin's Creed II este un joc video de acțiune-aventură, dezvoltat de Ubisoft Montreal și publicat de Ubisoft. Este al doilea titlu din ramura principală a seriei Assassin's Creed, și continuarea jocului din 2007 Assassin's Creed, dar și primul capitol din trilogia Ezio. Jocul a fost lansat în primă fază pe platformele PlayStation 3 și Xbox 360 în noiembrie 2009, și a devenit disponibil ulterior pentru Microsoft Windows în martie 2010 și pentru OS X în octombrie 2010.
Povestea are loc într-o istorie ficțională și relatează conflictul etern dintre Asasini, care luptă pentru pace prin liber-arbitru, și Templieri, care doresc pacea prin control. Povestea din "prezent" are loc în secolul 21 și îl urmărește pe Desmond Miles în timp ce retrăiește aminitirile genetice ale strămoșului său, Ezio Auditore da Firenze. Povestea principală are loc la apogeul Renașterii în Italia, în secolele 15 și 16. Jucătorii pot explora Florența, Veneția, Toscana și Forlì în timp ce îl ghidează pe Ezio în misiunea de a se răzbuna pe cei responsabili de trădarea familiei sale. Scopul principal al jocului este de a se folosi de abilitățile de stealth și luptă ale jucătorului, în vreme ce Desmond începe să descopere misterele lăsate în urmă de o rasă antică, cunoscută ca Prima Civilizație, în speranța de a încheia conflictul dintre Asasini și Templieri.
Folosind un nou și îmbunătățit motor de joc Anvil, Assassin's Creed II a intrat în stadiul de dezvoltare la puțin timp după lansarea lui Assassin's Creed. Jocul a fost primit pozitiv de către publicațiile de jocuri video, lăudându-se cadrul renascentist, povestea, personajele, designul hărții și grafica, precum și îmbunătățirile față de predecesorul său. A fost cel mai vândut joc din perioada 2009-2010, peste 9 milioane de unități fiind cumpărate. Versiunea pentru PC a fost criticată datorită sistemului DRM mereu-online, dar de atunci a fost eliminat permanent. Jocul a avut parte de două continuări, Assassin's Creed: Brotherhood și Assassin's Creed: Revelations. Versiuni remasterizate ale celor trei jocuri au fost lansate pentru PlayStation 4 și Xbox One pe 15 noiembrie 2016, ca parte a Colecției Ezio.

## Gameplay
Jucătorii controlează direct personajul de pe ecran dintr-o perspectivă third-person dar pot controla și camera, care le permite o priveliște de 360° a mediului înconjurător. Jocul are loc într-o lume open world cu un gameplay nonlinear, permițându-i jucătorului să exploreze liber anumite regiuni ale Italiei de secol 15, precum Veneția, Florența, Monteriggioni, Forlì, San Gimignano, Roma (doar Vaticanul) și rurala Toscană. Animus 2.0, o nouă versiune a mașinăriei prezente în Assassin's Creed, furnizează context în-joc, pe lângă alte schimbări și adăugiri de elemente. Este disponibilă și o bază de date, ce oferă informații istorice suplimentare despre obiectivele, personajele și serviciile cu care jucătorul se întâlnește. Sistemul de viață a fost făcut mai dinamic, Animusul permițându-i acum jucătorului să se recupereze după răni minore. Cele mai serioase îi cer jucătorului să viziteze un doctor sau să folosească medicamente (care pot fi cumpărate de la doctori sau găsite în posesia cadavrelor).
Jucătorul poate înota acum, iar Eagle Vision-Viziunea vulturului—abilitatea de a identifica anumiți oameni și anumite obiective—poate fi folosită în perspectiva third-person și în timp ce jucătorul se află în mișcare. Un Leonardo da Vinci tânăr este prezent în joc, ajutându-l pe jucător în crearea de arme noi și în tălmăcirea "Paginilor Codex" pe care Altaïr, protagonistul primului joc, le-a lăsat pentru fi analizate și cercetate de viitori Asasini. Jucătorul poate folosi ornitopterul lui Leonardo (bazat pe planurile din viața reală ale polimatului) în timpul unei misiuni. Jucătorul are și abilitatea de a controla trăsuri în timpul unui nivel, poate vâsli gondole, și poate să călărească în orice moment al jocului pentru a călători din oraș în oraș. Cadrul orașelor a fost realizat mai în detaliu și mai profund; civilii tușesc sau strănută câteodată. În plus, jucătorul poate angaja diferite NPC-uri, precum mercenari, curtezane, sau hoți; aceste grupuri pot fi folosite pentru luptă, distragere, sau ademenire a gărzilor. Un ciclu zi-noapte a fost adăugat în joc, acesta având acum un reper al timpului, pe lângă faptul că misiunile și evenimentele se petrec în diferite momente ale zilei.
Există multe moduri de a interacționa cu NPC-urile. Bani aruncați pe jos, sau un cadavru cărat și aruncat pe jos, pot servi ca distragere atât pentru țărani, cât și pentru gărzi. Există și diferite tipuri de inamici, unii mai agili și puternici decât alții, și unii care vor căuta în amănunt locurile unde Ezio a fost văzut ultima dată.

Ezio furând o gondolă de pe un mic dig

Sistemul de luptă este mai complex decât cel al predecesorului său, cu abilitatea de a dezarma oponenții folosind contra-atacurile. Dacă jucătorul îi fură arma inamicului, este posibil a-l ucide instant pe acesta. Da Vinci îi furnizează jucătorului arme speciale, precum lame ascunse duble, lame cu otravă și mini-arme de foc, toate fiind bazate pe schematicile găsite în paginile Codex ale lui Altaïr. Săbiile, spadele, macetele, topoarele și pumnalele pot fi fiecare cumpărate de la magazinele din orașe. Jucătorul poate colecta orice armă de pe jos sau poate folosi arme improvizate, precum mături sau jumătăți de suliță. Aceste arme au ca efect doar amețirea inamicului. În plus, jucătorii pot cumpăra opere de artă pentru vila proprie, pot obține armură nouă în timp ce jocul avansează, și chiar vopsi costumul lui Ezio în diferite culori. Alte echipamente includ săculețe pentru a căra mai multe cuțite și medicină.
Vila rurală a familie Auditore, localizată în Monteriggioni, este sediul lui Ezio: proprietatea poate fi îmbunătățită, ceea ce va crește venitul total al jucătorului. Există câteva magazine în care se vând iteme precum medicină, otravă, arme, reparații, îmbunătățiri, picturi, și costume vopsite. Când aceste magazine sunt renovate, Ezio primește reduceri la itemele sus-menționate. Cumpărând arme, seturi de armură și picturi, jucătorul contribuie la valoarea totală a vilei, dar și la prosperitatea comunei Monteriggioni.
Acum există o gamă mai largă de metode de a te ascunde sau amesteca în public. Una dintre ele poate fi scufundarea pentru a ieși din raza de acțiune a gărzilor, iar amestecarea poate fi realizată în orice fel de public, nu doar într-un anumit fel (precum era în primul Assassin's Creed). Jocul conține un sistem de notorietate, gărzile fiind mai atente în prezența lui Ezio în funcție de comportament și locația sa, sau misiunea curentă la care ia parte. Infamia poate fi redusă prin mituire, îndepărtarea afișelor cu recompensă, sau asasinarea de funcționari corupți.
Misiunile din joc au acum o varietate mai largă, pe structuri diferite. De exemplu, o misiune poate avea obiectivul de a escorta o persoană, dar se poate schimba într-o urmărire sau asasinare. Investigațiile sunt mai puțin explicite, iar misiunile pot urmări în schimb o persoană și/sau o narațiune. Există peste 200 de misiuni în joc; în jur de jumătate sunt parte din povestea principală, în timp ce restul sunt obiective secundare care nu trebuie completate pentru a fi încheiată povestea principală. Orașele pot conține catacombe și peșteri (designul acestora a fost comparat de dezvoltatori cu cel din seria Prince of Persia). Explorarea acestor locații îl premiază în cele din urmă pe jucător cu un Sigiliu al Asasinilor; colectarea tuturor șase îi permite jucătorului să deblocheze Armura lui Altaïr, ascunsă în subsolul Vilei.
Ca și în Assassin's Creed, personajele sunt bazate pe oameni din viața reală și includ pe Leonardo da Vinci, Niccolò Machiavelli, Caterina Sforza, Bartolomeo d'Alviano, Lorenzo de' Medici, familia Pazzi, familia Barbarigo și Papa Alexandru al VI-lea.
Locațiile din joc includ regiunea Toscana (Florența, Monteriggioni și San Gimignano), munții Apenini, regiunea Romagna (Forlì), Veneția și Roma. Printre obiective se regăsesc Bazilica Sf. Marcu, Canal Grande, Micul Canal, Podul Rialto, Santa Maria del Fiore, Capela Sixtină, Santa Croce, Palazzo Vecchio, Ponte Vecchio, și Santa Maria Novella.

## Sinopsis

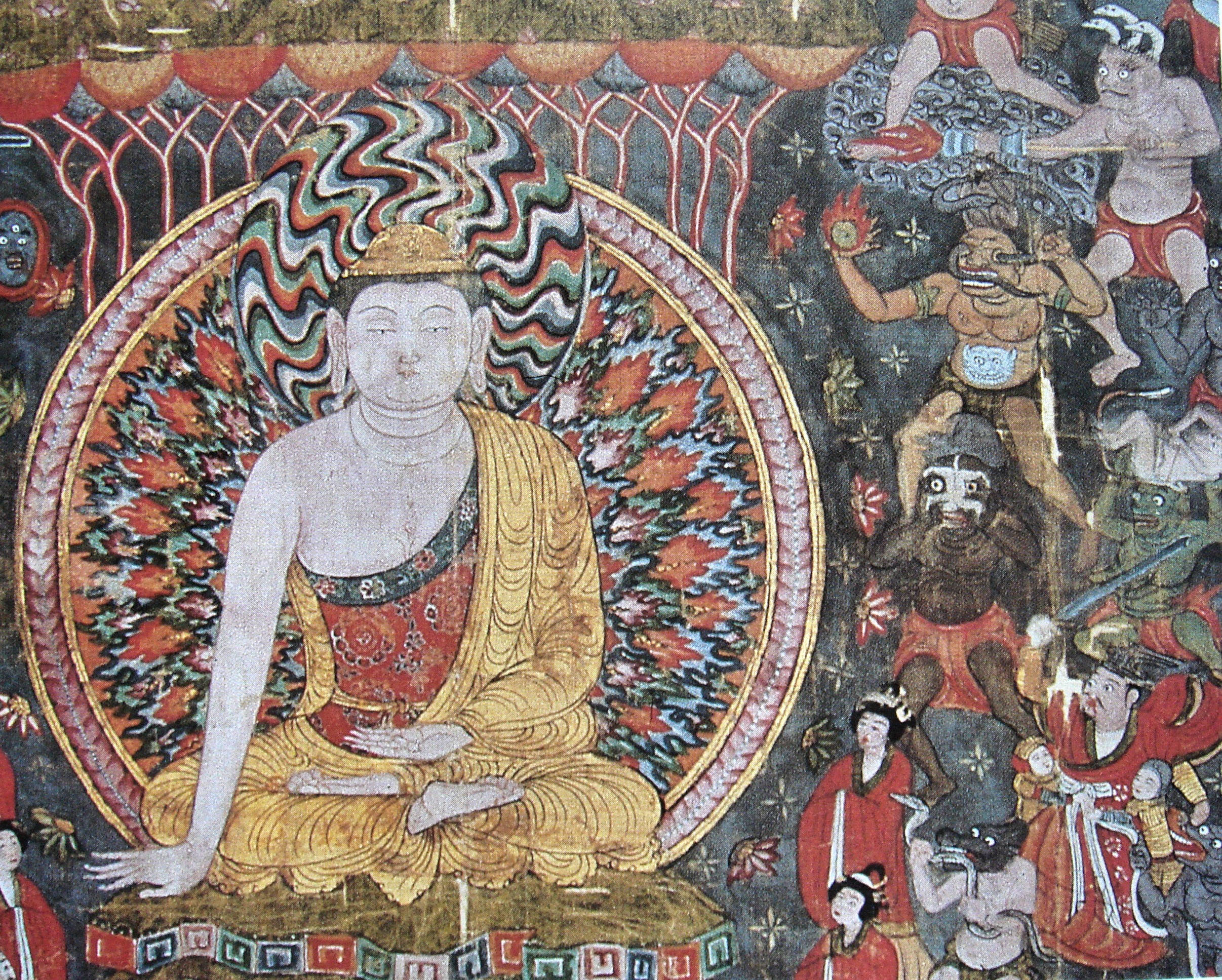
În "puzzle-urile Adevărul", sunt folosite anumite picturi istorice, precum cea cu prima apariție a unei arme de foc.

După evenimentele din Assassin's Creed, Desmond Miles este salvat din captivitate de spioana Asasin Lucy Stillman și dus într-un loc retras, unde îi întâlnește echipa, ce constă din istoricul și cercetătorul Shaun Hastings și tehniciana Rebecca Crane. Folosind planurile de design furate de Lucy, ei au construit propria versiune de Animus, pe care intenționează să o folosească pentru a-l iniția pe Desmond în Crezul Asasinilor, prin "Bleeding Effect-Efectul sângerării". Desmond este trimis să investigheze amintirile strămoșului său Ezio Auditore da Firenze, începând de la nașterea sa într-o familie florentină înstărită, la sfârșitul secolului 15.
Povestea sare apoi câțiva ani, și se rezumă atunci când Ezio este un tânăr neliniștit în perioada Renașterii. După ce tatăl și frații săi sunt spânzurați pe motiv de trădare, acțiune pusă la cale de un magistrat corupt, Ezio îl omoară și fuge la casa sa ancestrală din Monteriggioni cu mama și sora sa. Acolo, unchiul său Mario îi explică că atât el cât și răposatul său tată au făcut parte din ordinul antic al Asasinilor, și cade de acord să-l antreneze pe Ezio în ale luptei. Cu noile abilități, Ezio începe un plan de răzbunare împotriva tuturor care au complotat la moartea tatălui său, de la primul neguțător până la ultimul politician. Planul îl duce prin Florența, San Gimignano, Forlì, și Veneția, unde își face noi aliați, precum filozoful Niccolò Machiavelli și inventatorul Leonardo da Vinci, ultimul dintre ei furnizându-i echipament nou bazat pe informațiile lăsate de Altair în Codex-urile sale. În timp ce se află în Veneția, el află de identitatea Marelui Maestru Templier, cunoscut ca "Spaniolul"; nimeni altul decât Rodrigo Borgia, care plănuia să acapareze toată Italia prin unificarea celor mai influente familii din Peninsulă. În timp ce îl ajuta să transporte Mărul din Eden la Roma, și deghizat ca soldat, el se confruntă cu Rodrigo. Ajutat de Dispozitivul Papal -care se dovedește a fi o Piesă a Edenului- Rodrigo își dezvăluie intențiile de a deschide "Seiful", o cameră care se spune că ar conține cea mai mare putere pe care omenirea a cunoscut-o vreodată. El reușește să scape, lăsând Mărul în mâinile lui Ezio. În semn de recompensă, Mario îl inițiază formal în rândul Asasinilor.
În acest moment, Desmond descoperă o amintire aleatoare lăsată în urmă de Abstergo, în care Altair are o aventură cu Templiera Maria Thorpe. El găsește și o serie de glife similare desenelor observate la el în celulă, care, odată descifrate, dezvăluie un vis cu doi oameni ce fură Mărul. Visul se încheie cu codul binar (în limbaj ASCII) corespunzător cuvântului "EDEN" (01000101 01000100 01000101 01001110). Echipa presupune că cei doi oameni ar fi Adam și Eva.
Cu anumite secțiuni de amintiri prea corupte pentru a fi accesate, echipa îl trimite pe Desmond spre ultima amintire, în anul 1499. Rodrigo este acum Papa Alexandru al VI-lea, iar Ezio se infilitrează în Vatican în timpul unei Celebrări și îl confruntă într-o luptă corp-la-corp. Decât să-și omoare inamicul, Ezio îl lasă să trăiască cu gândul că a eșuat. Combinând Mărul și Dispozitivul, el deschide Seiful. Înauntru, el este contactat de o femeie ciudată pe nume Minerva. Conștientă că Desmond o ascultă, ea explică cum rasa sa, "Prima Civilizație", a creat omenirea pentru a-i servi, dar a fost distrusă ulterior de o catastrofă necunoscută. Supraviețuitorii și-au unit forțele cu foștii servitori, construind o rețea de seifuri atât pentru a-și păstra tehnologia și cultura, cât și ca o măsura de siguranță împotriva unui dezastru viitor posibil. Înainte de a dispărea, ea îi spune lui Desmond că el este singurul care are puterea de a împlini "profeția", lăsându-l atât pe el cât și pe Ezio confuzi.
La scurt timp după, agenți ai Abstergo conduși de Vidic intră în ascunzătoare, forțând echipa să abandoneze tot cu excepția Animusului. În timp ce se îndreaptă spre o nouă locație, Lucy îi spune lui Desmond că Asasinii au detectat incidente ciudate în câmpul magnetic al Terrei; o explozie solară ce este programată să lovească planeta în câteva luni va declanșa cel mai probabil același deznodământ cu cel al Primei Civilizații. Desmond reintră în Animus, începând povestea din Assassin's Creed: Brotherhood.

## Dezvoltare
Yves Guillemot de la Ubisoft a confirmat pe 26 noiembrie 2008 că Assassin's Creed II se află în stadiul de dezvoltare, în raportul financiar al companiei. Acest lucru a fost urmat de speculațiile lui Michael Pachter în GameTrailers că jocul se va petrece în timpul Revoluției franceze, care s-au dovedit a fi false.
Un videoclip promoțional a fost lansat de Ubisoft pe 6 aprilie ce arăta un sul cu un craniu, lame ascunse, și ornitopterul lui Leonardo.
Pe 16 aprilie, Game Informer a lansat detalii despre joc, inclusiv poze cu Ezio, un nou trailer, după care jocul a fost anunțat "oficial" de către Ubisoft.
Într-un interviu din mai 2009, Sebastien Puel a spus că echipa de producție a lui Assassin's Creed II a crescut la 450 de membri, de trei ori mai mulți decât la primul joc.
Pe 1 iunie 2009, la E3, Ubisoft a lansat un nou trailer cinematic pentru Assassin's Creed II. Pe 2 iunie, Ubisoft a dezvăluit primul demo de gameplay live, care a durat 6 minute, la conferința de presă a celor de la Sony. Într-un interviu pentru GameTrailers, Patrice Desilets, CEO la Ubisoft Montreal, a spus că Desmond va face mai multe decât să se plimbe și să descopere indicii.
La Comic Con 2009, a fost anunțat că o mini-serie de trei episoade, Assassin's Creed: Lineage, va fi lansată. Vor fi prezentate evenimentele anterioare jocului, și istoria lui Ezio și a tatălui său, Giovanni.
Tot atunci, a fost anunțat și că umoristul Danny Wallace îi va da glas unui nou personaj din Assassin's Creed II: Shaun Hastings, un istoric sarcastic ce îl ajută pe Desmond. Fața personajului va fi modelată după cea a lui. Actrița Kristen Bell s-a întors pentru a-i da voce lui Lucy Stillman.
Era plănuit inițial ca jocul să fie lansat simultan pe toate cele trei platforme, dar Ubisoft a anunțat pe 24 septembrie 2009 că lansarea versiuni pentru PC va fi amânată pentru primul trimestru al anului 2010, pentru ca "echipa de dezvoltare să aibă timp să livreze jocul la cea mai bună calitate."

## Conținutul descărcabil
Pe 1 decembrie 2009, Ubisoft a anunțat lansarea unor pachete DLC pentru versiunile de PlayStation 3 și Xbox 360 ale lui Assassin's Creed II. Primul pachet, numit Bătălia pentru Forlì, continuă povestea Caterinei Sforza, și a fost lansat pe 28 ianuarie 2010. El include și o amintire specială care îi permite jucătorului să piloteze aparatul de zbor al lui Leonardo da Vinci pe deasupra orașului Forlì. Al doilea pachet, numit Incendierea Vanităților, se concentrează pe incendierea în masă a obiectelor păcătoase din Florența și a fost lansat pe 18 februarie 2010. Inițial, amândouă erau plănuite să fie parte a jocului principal, dar au fost înlăturate din cauza constrângerilor de timp; această problemă a fost introdusă în joc sub forma secvențelor corupte de amintiri ale Animusului. Atât lansarea fizică, cât și cea digitală ale versiunii Deluxe pentru PC includ aceste pachete DLC ca parte a poveștii principale.

### Conținutul Uplay
Serviciul Uplay al celor de la Ubisoft deblochează diferite iteme pentru joc, iar acestea pot fi folosite cu ajutorul punctelor câștigate în joc. Premiile disponibile sunt o poză/temă de fundal Assassin's Creed II pentru PC și PlayStation 3, cinci cuțite adiționale, costumul lui Altaïr și harta criptei Familiei Auditore, exclusivă Uplay.

### Bătălia pentru Forlì
Cele două pachete DLC țin locul secvențelor corupte de amintiri, pe care Rebecca reușește să le repare cu ajutorul unui patch. Secvența 12, "Forlì Sub Asediu" (lansată sub numele de Bătălia pentru Forlì) are loc în anul 1488, imediat după ce Ezio a recuperat Mărul din Eden. Machiavelli, Mario Auditore, Ezio și da Vinci se întâlnesc pentru a discuta ce este de făcut pentru a proteja Mărul, și se decide să fie trimis în Romagna, pentru a fi apărat de Caterina Sforza. Cu toate acestea, când Ezio ajunge acolo, el descoperă că orașul este sub asediul Fraților Orsi, care au fost angajați de Borgia să fure o hartă ce conține locațiile paginilor Codex, cartografiată de soțul văduv al Caterinei. Într-o încercare de a o forța pe Caterina să înmâneze harta, frații îi răpesc copiii. Ezio lasă Mărul în mâinile Caterinei; el salvează copiii și îl omoară pe unul dintre frații Orsi. Când se întoarce, el descoperă că Checco, celălalt frate, a folosit distragerea pentru a fura Mărul. Ezio îl urmărește și îl omoară pe Checco. În timp ce se uită de deasupra la corpul lui Checco, Checco îl înjunghie pe Ezio. Ezio cade la pământ sângerând, iar înainte de a deveni inconștient, el vede un om cu robă de monah și căruia îi lipsește un deget furând Mărul.
Ezio se trezește lângă Caterina. El pleacă să recupereze Mărul, iar Caterina îi înmânează harta cu locațiile paginilor Codex. El călătorește către o mănăstire din zonele umede, unde este trimis către mănăstirea din Forlì. El încearcă să vorbească cu abatele, dar acesta îl recunoaște ca fiind Asasinul ce l-a omorât pe Stefano de Bagnone (unul dintre conspiratorii Pazzi) și fuge. Când Ezio îl prinde din urmă, abatele îi spune că monahul este Girolamo Savonarola.
Pachetul include și o amintire bonus, în care Ezio poate pilota aparatul de zbor al lui Leonardo pe deasupra zonei Forlì. Spre deosebire de amintirile obișnuite, jucătorul poate rejuca această amintire de nenumărate ori.

### Incendierea Vanităților
Secvența 13 începe în anul 1497, cu doi ani înainte de Secvența 14 și la nouă ani după Secvența 12, după evenimentele din Assassin's Creed II: Discovery. Ezio l-a urmărit pe Savonarola până la Florența, unde jucătorul poate explora acum sectorul sudic al orașului. După ce s-a întâlnit cu Machiavelli, Ezio hotărăște că incitarea cetățenilor îl va forța pe Savonarola să iasă din ascunziș și să o calmeze. Pentru a realiza acest lucru, Ezio asasinează nouă dintre locotenenții lui Savonarola, care predică în oraș. Oamenii devin furioși și se formează o gloată în piață, unde Savonarola le cere să se disperseze. El încearcă să folosească Mărul pentru a vrăji mulțimea, dar Ezio îi aruncă un cuțit și Savonarola scapă Mărul. Gloata se grăbește pentru a-l îndepărta pe monah, dar un curier Templier apare pentru a recupera Mărul; Ezio este mai rapid și ajunge primul la Piesa din Eden. După aceea, mulțimea îl duce pe Savonarola în Piazza della Signoria pentru a-l arde pe rug, dar Ezio, crezând că nimeni nu merită o asemenea soartă dureroasă, sare pe platforma de lemn, îl ia pe Savonarola de acolo, și îl înjunghie cu ajutorul lamei ascunse pentru a-l cruța de la durere. Ezio predică în fața mulțimii confuze și declară că fiecare ar trebui să-și urmeze propria cale, precum și el a învățat acest lucru de la mentorii săi.

### Bârlogul Templierilor
În acest DLC există trei peșteri, sub forma unui puzzle cu platforme, similare Catacombelor Asasinului, dar fără premii speciale, ci doar comori. Acest DLC era inițial inclus în ediția Assassin's Creed II: Black Edition (lansările pentru Europa și Australia), unul fiind inclusă în White Edition iar două în ediția nord-americană Master Assassin's Edition. Ulterior, Ubisoft le-a oferit sub formă de DLC prin PlayStation Network și Xbox Live. De atunci însă, au fost incluse în edițiile Assassin's Creed II: Deluxe Edition și Game of the Year Edition.

### Skin-ul bonus
Respectivul costum (vopsit) este deblocat cu ajutorul unui cod obținut după cumpărarea aplicației mobile 3D Assassin's Creed II de pe Verizon App Store. Acest skin bonus este inclus și în edițiile Game of the Year Edition, "The Complete Edition" și Digital Deluxe Edition.

## Muzica
Coloana sonoră a lui Assassin's Creed II a fost compusă de Jesper Kyd. A fost înregistrată la Capitol Records cu ajutorul unui ansamblu de 35 de coarde și un cor format din 13 persoane, și cu vocalizele Melissei Kaplan. Coloana sonoră a devenit disponibilă pentru descărcare la 16 noiembrie 2009. 14 piese din coloana sonoră au fost introduse pe discul jocului disponibil la precomanda specială a ediției Black Assassin's Creed II.
Pentru promovare, melodia "Genesis" a formației Justice a fost folosită în trailerul "Visions of Venice".

## Marketing

### Promovare
Pe 20 octombrie 2009, Ubisoft a anunțat o serie de scurt-metraje ce urmează să fie transmise pe YouTube, și care vor relata istoria anumitor personaje din joc. Aceste filmulețe, numite Assassin's Creed: Lineage, au fost difuzate în trei părți și au fost dezvoltate de Ubisoft Hybride Technologies, o casă de producție ce a colaborat anterior la filmele 300 și Sin City. Seria se concentrează pe tatăl lui Ezio, Giovanni Auditore, și a conținut acțiune reală, dar și CGI. Primul film a fost lansat pe 27 octombrie 2009, iar ultimele două pe 13 noiembrie 2009.
Pe 12 noiembrie 2009, Ubisoft a lansat iteme virtuale cu tematică Assassin's Creed II pe PlayStation Home pentru a promova lansarea jocului. Tot atunci a fost lansat și jocul Assassin's Creed: Bloodlines pentru PSP. Itemele virtuale și unul dintre costumele lui Ezio din Assassin's Creed II au fost lansate și pe Xbox Live Marketplace pentru avatarele Xbox 360. Pe 19 noiembrie 2009, mai multe iteme virtuale pentru Assassin's Creed II au fost lansate pe PlayStation Home; un nou costum al lui Ezio a fost lansat pe 26 noiembrie 2009. Pe 3 decembrie 2009, alte iteme cu tematica renașterii italiene au fost lansat pe Home.
Costumul "Purple Assassin" al lui Ezio a devenit disponibil în data de 8 decembrie 2009 pe PlayStation Network.
Assassin's Creed II este primul joc din serie ce folosește serviciul Uplay al celor de la Ubisoft. Progresul în joc le permite membrilor Uplay să obțină puncte ce pot fi transformate în bonusuri precum o nouă criptă și un costum al lui Altaïr.
Un roman bazat pe acest joc, Assassin's Creed: Renaissance (scris de Oliver Bowden), a fost publicat la editura Penguin Books în noiembrie 2009.

### Ediții
Există câteva ediții limitate diferite ale lui Assassin's Creed II. Black Edition conține o figurină Ezio într-un costum negru, și a fost lansată în Europa și Australia. Mai sunt incluse și trei zone bonus și misiuni, benzi desenate, un DVD cu o parte din coloana sonoră a jocului, o poză de fundal premium pentru PS3/Xbox 360, videoclipuri 'din spatele scenei' și 2 poze de fundal. White Edition conține o zonă bonus/misiune și o figurină Ezio în costumul său alb. Master Assassin's Edition este ediția limitată nord-americană, care conține o figurină Ezio, două zone bonus, benzi desenate, și un Blu-ray cu muzică și videoclipuri 'din spatele scenei'.
După ce fanii s-au plâns de faptul că sincronizarea 100% în Assassin's Creed II se poate obține doar după completarea celor trei Bârloguri Templiere (valabile doar în edițiile White sau Black), Ubisoft a lansat Assassin's Creed II: The Complete Edition. În acest pachet sunt incluse coduri de descărcare ale celor două DLC-uri, Batălia pentru Forlì și Incendierea Vanităților, și cele trei Bârloguri Templiere. Ulterior, a fost lansată Assassin's Creed II: The Game of the Year Edition, cu conținut suplimentar incorporat în discul jocului. Cu toate că ambele versiuni conțin Skin-ul Bonus, acesta trebuie deblocat prin codul jocului.
În cele din urmă, a fost lansat Assassin's Creed II: Digital Deluxe Edition, ce conține cele trei zone bonus & misiuni și conținutul descărcabil Batălia pentru Forlì și Incendierea Vanităților. Cu toate acestea, Ediția este disponibilă doar prin Descărcare Digitală. Assassin's Creed II: Digital Deluxe Edition este valabilă momentan doar pe PSN (PlayStation 3) și Steam (PC). Această ediție conține și Costumul Vopsit Bonus al lui Ezio, care este deblocat încă de la începutul jocului și este disponibil gratis în Monteriggioni.
Versiunea pentru PC a Ediției Retail sau a Ediției Digital Deluxe necesită în acest moment doar o singură activare online, codul, și un cont Uplay, care vor fi împreunate, după care jocul va fi disponibil offline.
Jucătorii ce dețin deja Ediția Retail prin Steam pot upgrada la Deluxe Edition.

## Recepție
După lansare, Assassin's Creed II a fost primit cu laude de către critici. Pe site-ul Metacritic versiunea pentru PlayStation 3 are un scor de 91, iar cea pentru Xbox 360 un scor de 90. Este cel mai bine apreciat joc din întreaga serie.
Într-o recenzie exclusivă, Official Xbox Magazine i-a acordat lui Assassin's Creed II un 9/10. Official PlayStation Magazine US i-a acordat nota maximă, în timp ce Official PlayStation Magazine UK i-a acordat tot un 9/10.
Publicația germană Computer Bild Spiele a declarat că editorii jocului le-au oferit o copie de pre-lansare a jocului dacă publicația va garanta o notă "foarte bună". Nemții au respins oferta și au ales în schimb să amâne recenzia.
GameSpot i-a făcut o recenzie versiunii de PC a jocului, și au spus că, cu toate că jocul a fost "interactiv și frumos" a fost greu să se justifice prețul ridicat. A fost menționat și că jocul a fost bântuit de protecția DRM a celor de la Ubisoft iar acesta "merita mai multe. De fapt, jucătorii de pe PC meritau și ei mai multe."
Conform estimările oficiale de pre-lansare, Ubisoft a anunțat că Assassin's Creed II a fost vândut în peste 1,6 milioane de copii, ceea ce reprezintă o creștere de 32% față de primul Assassin's Creed. Din data de 10 februarie 2010, jocul a fost vândut în peste 9 milioane de unități.
La Premiile Spike Video Game 2009, Assassin's Creed II a primit premiul Cel mai bun joc de acțiune-aventură, iar IGN l-a numit Jocul de acțiune al anului pentru Xbox 360 și Jocul anului pentru Xbox 360. Și Game Informer i-a acordat premiul de Jocul anului pentru Xbox 360. A mai primit premiul de Joc al anului și de la GamePro, Eurogamer și The New York Times. Assassin's Creed II a primit nominalizări la categoriile "Cea mai bună animație", "Cea mai bună regie de artă", "Cea mai bună grafică", "Cel mai bun Game Play", "Cea mai originală poveste", "Cea mai bună muzică", "Cel mai bun sunet", "Cea mai bună regie de joc", "Cel mai bun joc de aventură al anului" și "Cel mai bun joc al anului" din partea Academiei de Artă și Știință Interactivă. Jocul a fost nominalizat la Premiile Dezvoltatorilor de Jocuri și la categoriile "Cel mai bun design de joc", "Cea mai bună grafică", "Cea mai bună tehnologie", și "Cel mai bun joc al anului".
Jocul este inclus în cartea din 2010, 1001 de Jocuri Video Pe Care Trebuie Să Le Joci Înainte de Moarte. În decembrie 2015, Game Informer a clasat jocul pe poziția a doua în ierarhia celor mai bune jocuri din seria Assassin's Creed de până la ora actuală.

### Criticile legate de protecția DRM
Versiunea de PC a jocului folosește serviciul Uplay al celor de la Ubisoft, care include un sistem de protecție DRM și care le cerea inițial jucătorilor să rămână conectați la Internet pe tot parcursul jocului. În versiunea fizică inițială, orice progres realizat după ultimul checkpoint era pierdut dacă nu exista conexiune la Internet. Ubisoft a spus că, dacă deconectarea era temporară, jocul va intra în pauză. În plus, compania a argumentat că există nenumărate checkpoint-uri în Assassin's Creed II. Compania a fost criticată și de membri de peste mări ai Forțelor Armate SUA, care nu puteau juca atunci când se aflau în locații cu conexiuni sporadice și costisitoare. În 2012, Ubisoft a furnizat un patch pentru a elimina complet protecția DRM: versiunea de PC are nevoie acum doar de o singură activare online, după care jocul, codul de activare și contul de Uplay vor fi împreunate, iar jocul va putea fi jucat offline. Jocul poate fi activat apoi de mai multe ori pe același calculator sau pe unul nou. Cu toate acestea, versiunea pentru Mac OS X a jocului, lansată ulterior, nu a primit aceste ajustări, jucătorul încă pierzând progresul dacă conexiunea la Internet este întreruptă.
La puțin timp după lansarea versiunii pentru Windows, Ubisoft a declarat că o versiune piratată a jocului încă nu și-a făcut apariția, acest lucru fiind confirmat de cel puțin un site web. În timpul următorului weekend, serverele DRM pentru Silent Hunter 5 și Assassin's Creed II au fost, conform celor de la Ubisoft, afectate de un atac DoS. Ubisoft a spus ulterior că "95% dintre jucători nu au fost afectați, dar un mic grup de jucători ce încearcă să deschidă sesiunea de joc au primit erori." A fost creat un emulator de server pentru a trece de protecția DRM. Un crack ce trece de conexiunea cerută a fost lansat la sfârșitul lunii aprilie.
După această serie de întreruperi ale serverelor, Ubisoft le-a oferit jucătorilor toate DLC-urile disponibile versiunii pentru PC ale ediției Assassin's Creed II Black Edition (cu toate că anumite erau deja disponibile de la început), sau o copie gratis a jocurilor Heroes Over Europe, Tom Clancy's EndWar, Tom Clancy's H.A.W.X, sau Prince of Persia (2008).

## Continuarea
Discuțiile despre Assassin's Creed III erau deja prezente înaintea lansării lui Assassin's Creed II, dezvoltatorii gândindu-se la posibilitatea de a avea o protagonistă în Anglia celui de-al doilea război mondial. Cu toate acestea, co-scenaristul Corey May a spus că seria nu se va petrece niciodată în acea perioadă, deoarece unul dintre țelurile principale este de a duce jucătorii în timpuri și spații care nu prea au fost explorate în jocuri. Philippe Bergeron de la Ubisoft a declarat că un cadru posibil ar include Anglia în Evul Mediu, în timpul Regelui Arthur, sau Japonia feudală, ultimul fiind "un favorit personal" al multora din echipă. Cu toate acestea, pe 1 martie 2012, cadrul pentru Assassin's Creed III a fost dezvăluit a fi orașul Boston din era colonială, în timpul Revoluției Americane, iar protagonistul este un amerindian pe nume Ratonhnaké:ton. Acest joc a fost lansat în octombrie 2012.
Două jocuri Assassin's Creed au fost lansat concomitent cu Assassin's Creed II: Assassin's Creed: Bloodlines și Assassin's Creed II: Discovery. Discovery are loc între capitolele-lipsă din II și îl are în prim plan pe Ezio Auditore. Un sequel, Assassin's Creed: Brotherhood a fost lansat pe 16 noiembrie 2010 pentru PlayStation 3 și Xbox 360, continuând direct evenimentele din Assassin's Creed II. Jocul îl are din nou în prim plan pe Ezio Auditore da Firenze, și include un mod multiplayer online. Jocul are loc în mare parte în Roma, centrul de putere al familiei Borgia și al Templierilor. Antagonistul principal al jocului este Cesare Borgia, fiul lui Rodrigo Borgia.